# Ostrów Wielkopolski
Ostrów Wielkopolski (Ostrów, tysk Ostrowo) er en by ved floden Ołobok i det centrale Polen i voivodskabet Wielkopolskie. Den har haft bystatus fra det 15. århundrede, og tilhørte Preussen fra 1793 til 1918 og Tyskland igen 1939-45.